# 오이디푸스 콤플렉스

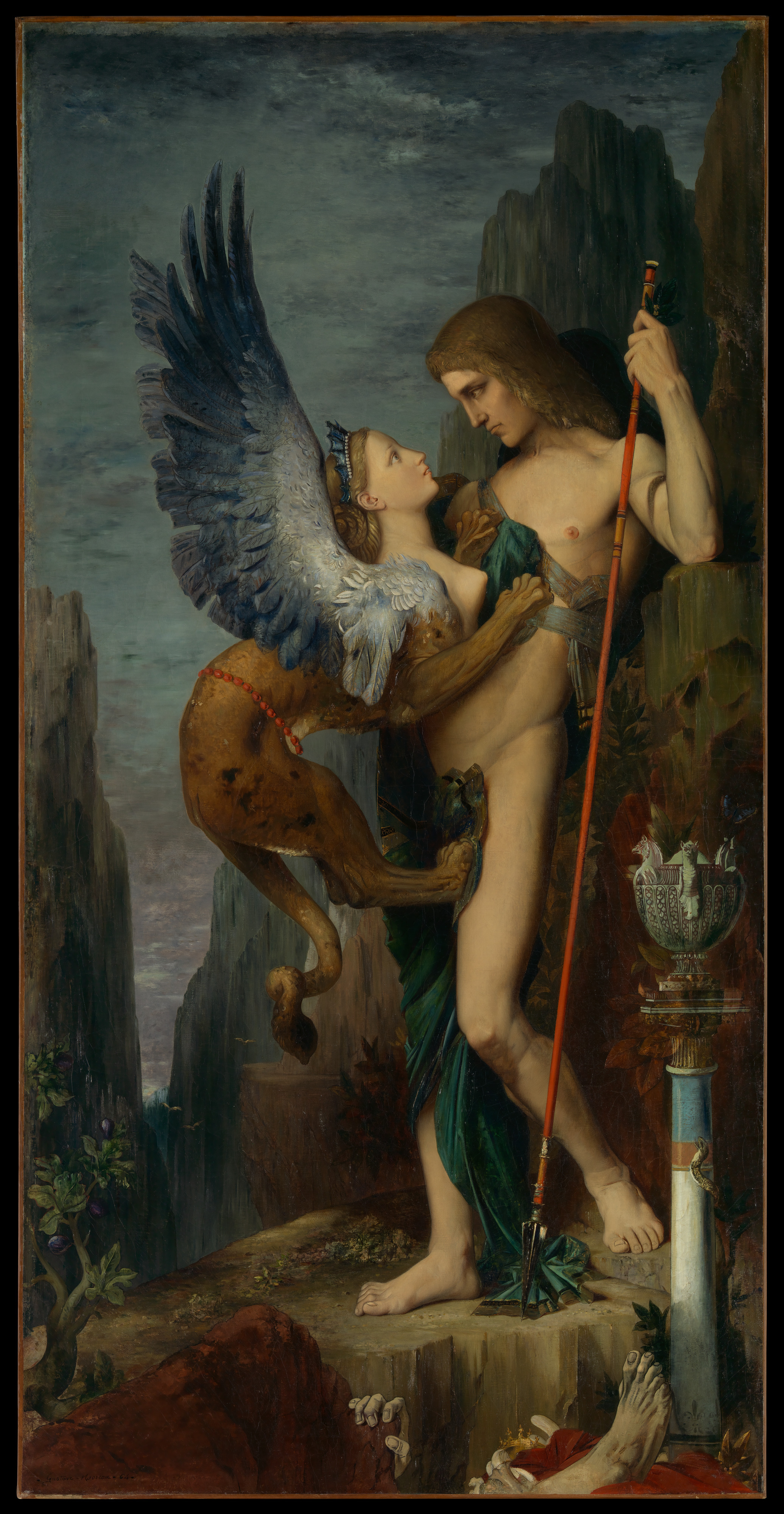
구스타프 모로의 스핑크스와 오이디푸스

오이디푸스 콤플렉스(독일어: Oedipuskomplex) 또는 오이디푸스 컴플렉스(영어: Oedipus complex)는 지그문트 프로이트가 제시한 개념이다. 남근기에 생기기 시작하는 무의식적인 갈등으로 제시되었다. 프로이트 정신분석학에서는 남녀 모두에 적용되는 용어이며, 정신 발달의 중요한 전환점이자 신경증의 발병 단계로 주목 받고 있다.

## 개요
오이디푸스 콤플렉스는 어머니를 손에 넣으려는, 또한 아버지에 대한 강한 반항심을 품고 있는 앰비밸런스적인 심리를 받아들이는 상황을 말한다.
프로이트는 이 심리 상황 속에서 볼 수 있는 어머니에 대한 근친상간적인 욕망을 그리스 비극의 하나 '오이디푸스'(오이디푸스 왕)에 빗대어 《오이디푸스 콤플렉스》라고 불렀다 ('오이디푸스'는 몰랐다고는 하지만, 부왕을 죽이고 자신의 어머니와 결혼했다는 이야기이다).

## 남아의 오이디푸스 콤플렉스
먼저 아이는 어머니를 얻기 위해, 아버지와 같은 위치를 쟁취하려고 한다. 남아에게 어머니는 이성이고 그러므로 사랑의 대상이다. 아이는 아버지와 같은 남자가 되려하는 동일화가 강하게 나타난다. 아이는 곧 아버지를 배제하고 싶어 한다. 그러나 아이에게 아버지는 절대적인 존재이기 때문에, 아버지의 무서움을 안다. 처음에는 막연한 불안과 증오만을 품고 있지 않지만, 아이가 실제로 어머니에게 붙어 있으면, 아버지는 "너의 성기를 거세할거야"라고 위협하는 것이라고 말한다.
그러나 이 말은 실제로 말하는 것은 아니며, 대부분의 아이는 이 위협을 무의식적인 거세 불안으로 느끼게 된다. 이렇게 아이는 딜레마에 빠진다. 어머니를 요구하면, "음경은 거세된다 "고 생각하고, 아버지에게 무릎 꿇고 아버지에게 사랑받는 어머니의 입장을 이해한다면, 아이는 "성기가 거세되고 있다"고 느끼는 것이며, 어느 쪽이든 성기를 유지하기 위해 갈등에 빠져 있기 때문이다.
이 때 아이는 자신의 성기를 유지하기 위해 근친상간을 하려는 욕망을 포기하고, 또한 아버지와 충돌하는 일도 포기하고 부모와 다른 방향으로 걸어 나간다. 이렇게 오이디푸스 콤플렉스는 극복되고, 아이들은 성기를 유지하면서도 사회에 진출한다. 그 시기는 잠복기라고하며, 유아적인 욕구(성적 욕망)의 의식화를 억제하고, 대부분 표출하지 않게 되는 것이다.

### 정신구조의 형성
오이디푸스 콤플렉스에는 두 측면이 생긴다. 아이는 마지막으로 이 갈등에서 벗어나기 위해 부모를 버리는 것이지만, 아이는 아버지와 투쟁하기 위하여 "동일화"하고 강한 남성적인 측면과 아버지에게는 안된다라는 금지 사례를 초자아로 형성될 것이다. 그것은 양심과 윤리감이나 이상으로 유지되고 잠복기 이후의 아이의 행동을 통제하게 된다.
또한 오이디푸스 콤플렉스 갈등을 극복하고, 아이들은 근친상간적인 소망이나 이에 따르는 리비도 그것 거세 불안과 아버지에 대한 공격 마음 등을 무의식에 억압한다. 이러한 욕망은 오이디푸스 콤플렉스가 생길 때까지 아이의 생각을 그대로 표출되고, 이 갈등과 극복을 계기로 그들은 버려지는 것이 된다.
이 욕망은 무의식적으로 버려진다. 즉 무의식에 억압된다. 그리하여 그때까지 막연했던 의식과 무의식의 경계가 분명하게 형성된다. 아이에게 자아를 파생 분화시키고, 즉 억압에 의해 근친 상간적인 욕구와 거세 불안 등을 무의식적으로 억제하고 현실적인 자아를 만든다. 또한 동일화된 부분과 금지 사항이 합쳐져 초자아가 만들어진다. 이렇게 세 가지 정신 구조가 만들어지는 것이라고 프로이트는 주장하고 있다.

## 여아의 오이디푸스 콤플렉스
여아는 페니스가 없기 때문에 남아와 발전 과정이 다르다. 소녀도 소년처럼 처음에는 어머니에게 사랑을 계속 받고 있다. 소녀가 성장을 하면서 동성의 음핵이 작은 것을 보고 여성이 페니스가 없는 것을 서서히 인식하기 시작한다. 그러나 이 시점에서는 아직 소녀는 "어른이 되면 나도 성기가 날거야"라고 믿고 있다고 말한다.
그러나 어머니에게 페니스가 없는 것을 알게 되면 예감은 확신으로 변하기 시작한다. 소녀는 주위의 여자가 성기가 없는 열등한 존재이며, 또한 거세된 것이라고 생각한다. 이렇게 소녀는 성기가 없음으로 인한 열등감과 본격적인 거세 불안에 집착한다. 그리고 어머니에게 "왜 내 성기를 훌륭하게 낳아주지 않았나요?"라며 분노를 조준하게 된다. 이 때, 소녀는 세 가지 방법으로 이 거세 콤플렉스를 해결한다.
첫째는 "자신에게 페니스가 없는"것을 강하게 자각하고, 완전하게 페니스가 없는 존재로 받아들일 것이다. 이것은 열등감을 가진 여자를 만든다. 이 경우 무기력한 인간이 되어버린다고 한다. 둘째는 "자신은 페니스가 언젠가 나오고, 나는 남자"라고 믿고, 남성적인 성격을 갖출 경우이다. 세 번째는 성기라는 대상을 선망할 때 성기를 "페니스 → 아이"라는 상징으로 생각하고, 아이를 손에 넣는 길을 선택하는 경우이다.
이 경로로 나가면, 소녀는 그때까지 페니스처럼 취급하고 있던 클리토리스로부터 질로 리비도가 옮겨가 남자와 성교를 하여 아이를 얻는 활동으로 진행된다. (특히 남자아이를 얻는 것이 바로 상징적 남근을 얻는 방법이다) 소녀는 이 통찰을 계기로 본격적인 애정의 대상을 어머니에서 아버지로 바꾸게 된다. 엄마는 미워한 채로 아버지는 새로운 사랑의 대상이 된다. 하지만 자신에게 남근이 없다는 사실로 인하여 아버지와의 동일시는 어렵게 되고 이렇게 여아의 오이디푸스 콤플렉스가 발생하게 된다.
이는 프로이드가 비판받는 지점이다. 이 비판의 이유를 살펴보자면
1. 실제 여아에게는 이런 심리가 존재하지 않는다.
2. 여아에게 페니스의 부재는 열등감을 만들지 않고 성별 구분으로서의 의미만을 가질 뿐 여아는 페니스를 갈망 혹은 선망하지 않는다. 반대로 어머니를 자신과 동일시하여 어머니의 가슴이나 엉덩이를 보며 성숙한 자신을 그린다.
3. 또한 소녀는 클리토리스를 페니스로 취급할 수 없다. 클리토리스는 발기되기 이전에는 눈에 두드러지는 부분이 아니기 때문이다.
4. 시대에 걸맞춘 새로운 해석과 연구가 필요한 부분이다

등의 의견이 있다.

### 남아의 차이점
남아는 거세 콤플렉스 (아버지에게 거세될 지도 모른다는 불안)로 인해 모친을 손에 넣는 것을 포기하고 오이디푸스 콤플렉스가 붕괴되기 때문에 근친상간의 욕망 등을 포기하게 된다. 그러나 소녀는 거세 콤플렉스가 생기고, 그것이 계기가 되어 어머니로부터 아버지에 대한 애정대상의 전환이 일어날 수 있다. 때문에 소녀는 언제나 아버지를 사랑하기 때문에 프로이트는 여아의 오이디푸스 콤플렉스는 언제까지나 계속되며, 붕괴하는 계기가 없다고 말하고 있다.
따라서 소녀는 소년처럼 강력한 초자아가 발생하지 않는다는 결론을 주장하고 있다.
프로이트는 여아의 경우도 오이디푸스 콤플렉스라는 용어를 사용했다. 남아도 여아도 같은 갈등 구조가 발생하기 때문이다. 제자 칼 융이 일렉트라 콤플렉스라는 용어를 제시했지만, 프로이트 자신은 그 말을 사용하지 않으며, 여아의 경우도 오이디푸스 콤플렉스라고 불렀다.

## 영향

### 이성 관계
오이디푸스 콤플렉스를 가진 어른의 이성은 연상의 어머니, 아버지 같은 사람을 선택하거나 연하를 선택한다. 어머니, 아버지 같은 사람을 선택하는 이유는 어린 시절부터 지속된 유아적 의존 욕구를 그동안 부모로부터 받아왔으며 그러한 욕구를 연장하고자 하기 때문이다. 반대로 연하를 선택하는 이유는 부모와의 이별에 대한 두려움이라는 오이디푸스적 갈등으로 자신 보다 오래 살만한 더 어린 사람을 선택 함으로써 그 두려움을 해소시키기 위함이다.

## 참고 문헌
《지그문트 프로이드》, 야마모토 번역 '에로스 논집 치꾸마 학예 문고

## 같이 보기
- 마마보이
- 파파걸(Father's girl)
- 정신분석학
- 컴플렉스
- 일렉트라 컴플렉스
- 남근기
- 소아성애증
- 로리콘(로리타 컴플렉스)